# Anders Kjellstrand
Anders Gustav Fri Kjellstrand, född 6 september 1972 i Neuilly-sur-Seine i Frankrike, är en svensk operasångare (baryton).
Kjellstrand är utbildad på operastudio 67, Royal Academy of Music i London och Operahögskolan i Stockholm.
Han debuterade 1999 på Drottningholms slottsteater som Lövberg i Forsells Trädgården och  uppträdde som Tarquinnius i The Rape of Lucretia i Helsingfors 2001. Han har även gjort roller som Leporello i Don Giovanni, Bonzo i Madama Butterfly på Folkoperan, Taddeo i Italienskan i Alger och Fabrizio Vingandito i Den tjuvaktiga skatan på Läckö slott och Varmakorvgubben i Loranga, Masarin och Dartanjang på Kungliga Operan.
Kjellstrand har även jobbat inom nycirkus och film, bland annat som Harry som ung i Harrys döttrar av Richard Hobert.